# Ложная память (фильм)
«Ложная память» (итал. Ipersonnia) — итальянский кинофильм 2022 года режиссёра Альберто Машиа. Это научно-фантастическая история, действие которой разворачивается в антиутопической Италии будущего.

## Сюжет
Старые тюрьмы, грязные, переполненные, полные насилия и издевательств, — всего лишь воспоминание. Теперь заключённые отбывают свой срок в гиперсне, состоянии, похожем на кому: безопасная, автоматизированная, чистая и экономичная система, о чём не преминут заявить политики, которые очень этого хотели.
Чего они не говорят, так это того, что выход из длительного фармакологического сна, наложенного на осуждённых, часто бывает травматичным. Давид Дамиани, 45-летний тюремный психолог, это отлично знает: перед ним стоит задача периодически будить заключённых и проверять их когнитивные способности. После месяцев непрерывных сновидений, без каких-либо стимулов из внешнего мира, проснувшиеся склонны сбиваться с толку и даже сходить с ума. И чем дольше они отбывают срок, тем более потерянными становятся. Давид заставляет их вспомнить, кто они, что они делали, как долго находятся в заключении, насколько они за это время постарели, и, наконец, снова усыпляет их.
Неожиданный инцидент вызовет цепочку событий, которые заставят самого Давида противостоять призракам своего прошлого, а также заговор, в котором будет задействована Виола, любовь всей его жизни, и который приведёт его к открытию, что всё совсем не так, как кажется.

## В ролях
- Стефано Аккорси — Давид Дамиани[1]
- Кацярына Шульга — Виола
- Астрид Мелони — доктор Леви
- Паоло Пьеробон — заключённый 517
- Андреа Джермани — Римальди
- Сандра Чеккарелли — Анна Греко
- Алессандро Газале — Валли
- Тони Лаудадио — министр Коста
- Мауро Марино — Паоло Греко
- Джордано Де Плано — Элиа

## Релиз
Фильм вышел в прокат в итальянских кинотеатрах с 29 ноября 2022 года одновременно с его участием в рамках внеконкурсной программы XL Туринского кинофестиваля. 30 января 2023 года фильм появился на платформе Amazon Prime Video.

## Восприятие
В официальном анонсе МКФ в Турине фильму была дана следующая оценка: «„Ложная память“ объединяет различные жанры: триллер, нуар, научную фантастику („мягкая“ научная фантастика, более концептуальная, чем визуальная, далёкая от чистой и гипертехнологичной эстетики господствующей научной фантастики). И, сопровождая зрителя в головокружительном путешествии по извилистым подсознаниям главного героя, он стремится предложить публике удивительное и захватывающее шоу на территории, которая до сих пор мало исследована в панораме итальянского кино сегодня».
Эмануэле Биджи в своей статье для итальянской версии журнала GQ отмечает: «Кинематографическими ориентирами для режиссёра было множество: от книг Филипа Дика до фильма Кристофера Нолана „Помни“, от „Машиниста“ с Кристианом Бейлом до „Паука“ Кроненберга, в котором главный герой с разбитым разумом пытается реконструировать своё прошлое». Сергей Бутаков (Ivi) посчитал, что «если не считать первого акта проекта Машиа, поставленного с сухим и выдержанным минимализмом из-за очевидных бюджетных ограничений, то обволакивающий нуар между сном и явью говорит о последствиях криосна для заключённых, вызывающего сомнения внутри нарратива».